# اولف کیرشتن
اولف کیرشتن (به آلمانی: Ulf Kirsten) بازیکن فوتبال و مهاجم اهل آلمان است که از سال ۱۹۹۰ عضو تیم ملی فوتبال آلمان و پیش از آن به مدت ۵ سال عضو تیم ملی فوتبال آلمان شرقی بوده‌است. وی در ۱۰۰ بازی ملی حضور داشته است و آخرین بازی ملی خود را در سال ۲۰۰۰ میلادی انجام داد. اولف کیرشتن در بازی‌های ملی‌اش ۳۴ گل به ثمر رساند.